# Термоцентрала рудника угља у Врднику
Термоцентрала рудника угља у Врднику је стављена у погон 1911. године, има статус споменика културе од великог значаја. Током НАТО бомбардовања зграда је претрпела колатерална оштећења. Међутим, по завршетку бомбардовања у периоду 1999-2000. године, локалне власти су централу до темеља срушиле и развукле метална постројења и опеку које су коришћене за градњу стамбених и пословних објеката. Правосудни органи ни до данас нису процесуирали ову тоталну девастацију.

## Изглед
Првенствена намена централе била је обезбеђење потребне енергије за експлоатацију истоименог рудника Врдник. Енергију је давао угаљ из рудника, а струју су производиле две парне машине од по 1000 КС преко својих динама појединачне снаге од по 750 Kw. Напон у генератору је био 3x3150 V. Централа је производила наизменичну струју фреквенције од 50 Hz. Постројења су смештена у прислоњене једноспратне хале са двосливним крововима. Објекат је зидан слично многим индустријским објектима тога времена, са стилским елементима класицизма, примењиваним у архитектури јавних и сакралних здања. Главна подужна фасада је рашчлањена плитким пиластрима, високим лучним улазом и приступним степеништем. Лево и десно од улаза пиластрима су раздвојена прозорска окна, налик на бифоре, које се лучно завршавају испод кровног венца.